# Drogen- und Suchtkommission
Am 8. Dezember 1999 wurde in Berlin eine Drogen- und Suchtkommission beim Bundesministerium für Gesundheit mit anerkannten Personen aus Wissenschaft und Forschung konstituiert. Die Kommission sollte Empfehlungen für die Regierung erarbeiten, um eine Verbesserung der Suchtprävention zu ermöglichen. Der Bericht wurde am 4. Juni 2002 vorgestellt.

## Zusammensetzung
- Alexa Franke (für Rehabilitationspsychologie an der Universität Dortmund)
- Horst Bossong (Professor für Verwaltungswissenschaften, insbesondere Sozialverwaltung, an der Universität Essen)
- Gundula Barsch (Professorin mit dem Schwerpunkt Drogen und soziale Arbeit an der Fachhochschule Merseburg, Privatdozentin am Institut für Sozialpädagogik der Technischen Universität Berlin)
- Thomas Feltes (Rechts- und Erziehungswissenschaftler, Rektor an der Hochschule für Polizei in Villingen-Schwenningen; Vertretung des Lehrstuhls für Kriminologie an der juristischen Fakultät der Ruhr-Universität Bochum)
- Felix Gutzwiller (Direktor des Instituts für Sozial- und Präventivmedizin der Universität Zürich)
- Cornelia Helfferich (Professorin für Soziologie an der Evangelischen Fachhochschule – Hochschule für Soziale Arbeit, Diakonie und Religionspädagogik Freiburg)
- Harald Hans Körner (Leiter der Zentralstelle für die Bekämpfung der Betäubungsmittelkriminalität (ZfB) bei der Generalstaatsanwaltschaft beim Oberlandesgericht Frankfurt am Main)
- Karl-Artur Kovar (Geschäftsführender Direktor des Pharmazeutischen Institutes an der Universität Tübingen)
- Karl Mann (Lehrstuhl für Suchtforschung Zentralinstitut für seelische Gesundheit Mannheim Universität Heidelberg)
- Karl-Heinz Reuband (Professor für Soziologie, Methoden der empirischen Sozialforschung an der Heinrich-Heine-Universität Düsseldorf)
- Rainer K. Silbereisen (Professor für Entwicklungspsychologie, Friedrich-Schiller-Universität Jena und Adjunct Professor of Human Development and Family Studies, The Pennsylvania State University, USA)
- Klaus Wanke (Hochschullehrer an der Universitätsnerven- und Poliklinik, Bereich Psychiatrie des Saarlandes in Homburg).

## Bericht der Drogen- und Suchtkommission
In ihrem Bericht übte diese Kommission mitunter heftige Kritik an der Vorgehensweise der politisch Verantwortlichen und forderte neue Wege in der Drogenpolitik und empfahl zudem die ersatzlose Streichung bestimmter Paragraphen aus dem Betäubungsmittelgesetz. Wie üblich bei solchen Berichten kam gleich am Beginn des Dokuments die „wichtigsten“ Empfehlungen der Kommission an die Adresse der Bundesregierung. Darin forderte die Kommission von der Bundesregierung mehr Neutralität in der drogenpolitischen Diskussion und eine Abkehr von der einseitigen Propagierung einer drogenfreien Gesellschaft. Wörtlich heißt es diesbezüglich im Bericht auf Seite drei:

„Die Bundesregierung sollte sich einer zu engen eigenen inhaltlich-konzeptionellen Ausrichtung und damit einer vom Grundsatz her zwangsläufig immer auch einseitig wertenden Sicht der Dinge enthalten. So stünde es ihr weder gut an, sich bspw. auf die Seite derer zu schlagen, die etwa eine "suchtmittelfreie Gesellschaft" postulieren, umgekehrt ebenso wenig, sich denen zu verschreiben, die das Konzept der „Drogenakzeptanz“ favorisieren. Der Meinungs- und Wertestreit sollte vielmehr im gesellschaftlichen Raum stattfinden, seitens der Bundesregierung dort auch ohne eigene Bewertung zugelassen und schließlich konkreten operativen Entscheidungen der Akteure vor Ort überlassen bleiben.“

Weiterhin formulierte die Kommission in der „Zusammenfassung der wichtigsten Empfehlungen“ die erste Empfehlung an die Bundesregierung und dem Bundesministerium für Gesundheit mit den unmissverständlichen Worten auf Seite 38:

„In der gesellschaftlichen, fachdisziplinären und verbandlichen Diskussion über die Zielsetzungen und Methoden der Suchtprävention sollten staatliche Verwaltung und Politik nicht vorschnell bestimmte Richtungen (implizit oder explizit) durch eigene Wertungen vorgeben und dadurch Freiräume für einen offenen und ggf. auch kontroversen Dialog einengen.“